# Slaget vid Sardarapat

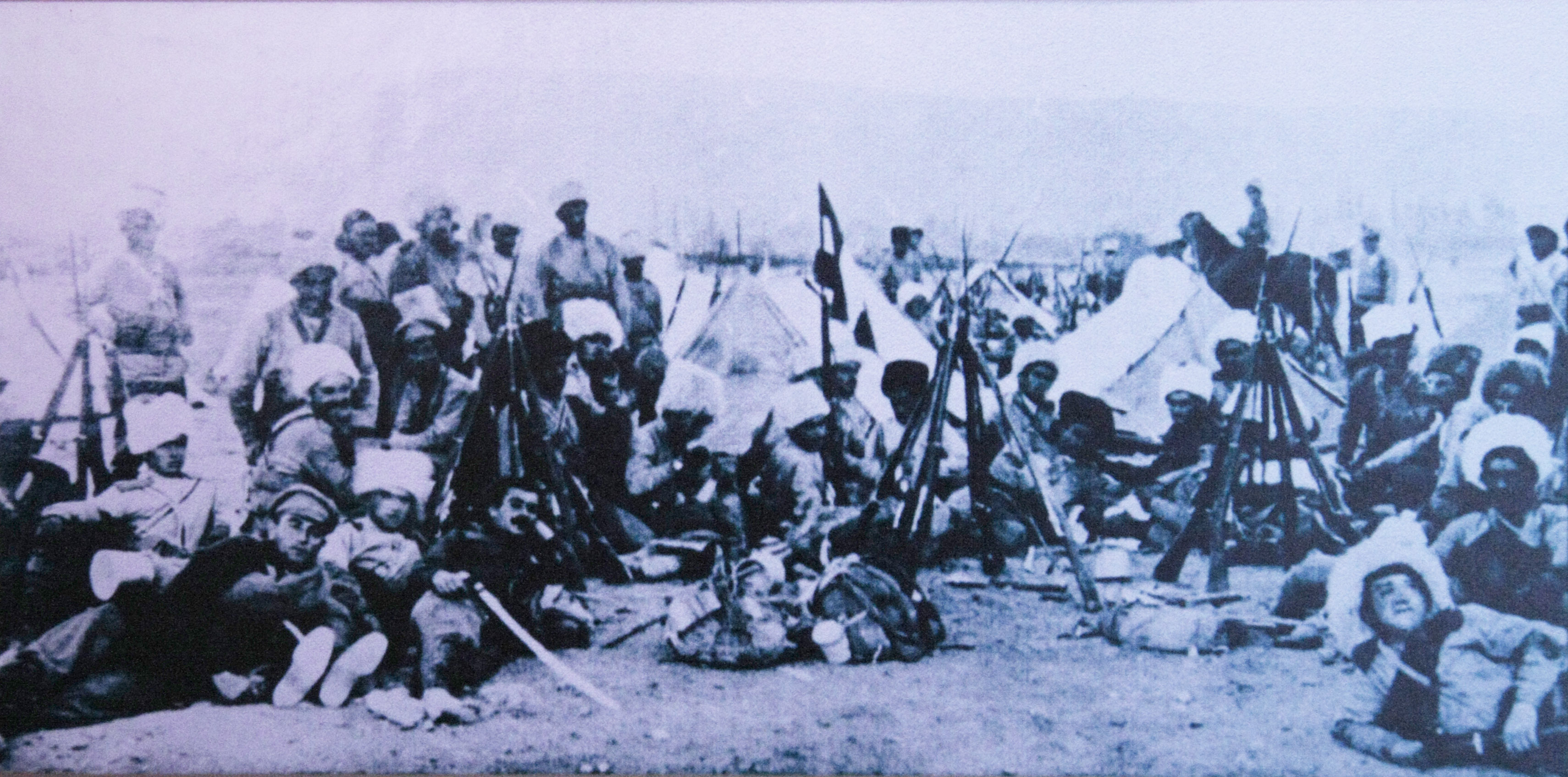
Armeniska styrkor före slaget vid Sardarapat

Slaget vid Sardarapat (armeniska: Սարդարապատի ճակատամարտ, Sardarapati č̣akatamart) var ett militärt slag under Kaukasusoffensiven i första världskriget, som utspelade sig nära Sardarapat i Armenien 21–29 maj 1918 mellan armeniska reguljära trupper och milis på ena sidan och den invaderande osmanska armén på den andra. Sardarapat ligger 40 kilometer väster om Jerevan nära gränsen mellan Turkiet och Armenien. Slaget betraktas som en serie skärmytslingar, som inte enbart stannade upp den osmanska offensiven, utan också hindrade utplånandet av den armeniska nationen.

## Bakgrund

### Den osmanska invasionen i östra Armenien

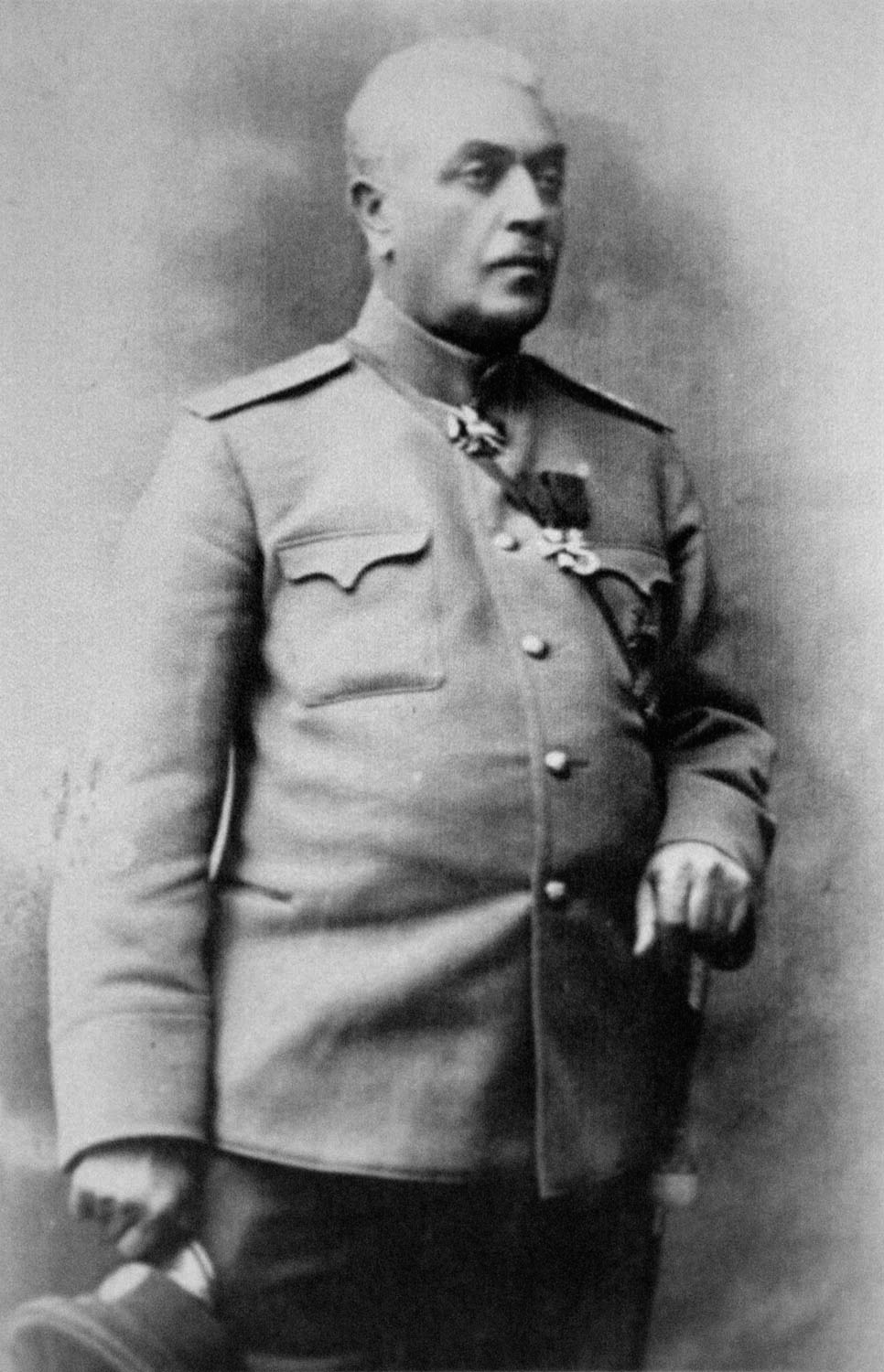
Tovmas Nazarbekyan, armenisk överbefälhavare

Efter Oktoberrevolutionen i Ryssland 1917 och det stilleståndsavtal som ingåtts mellan Osmanska rikets tredje armékår och Transkaukasiska kommissariatet i Erzincan, ersatte nyligen formerade armeniska militärenheter ryska styrkor. Ryssarna drog sig tillbaka från den kaukasiska fronten, särskilt från Västra Armenien. Den osmanska regeringen utnyttjade denna militära situation och försökte återta de territorier som erövrats av den ryska armén tidigare under första världskriget genom att invadera Östra Armenien, den ännu inte proklamerade Republiken Armenien, och därefter södra Kaukasus. Turkarnas allierade Tyskland motsatte sig denna attack och avstod från att hjälpa sina allierade med den.
Angreppet inleddes i februari 1918. Den turkiska tredje armén ockuperade den ena armeniska bosättningen i Västra Armenien efter den andra. Efter det att fredsdiskussionerna i Trabzon i april misslyckats, rörde sig den osmanska armén mot Transkaukasus. Den intog befästningen i Kars den 25 april och hotade Alexandrapol, nuvarande Gyumri.
Den armeniske överbefälhavaren Tovmas Nazarbekian beslöt i detta läge att säkerställda vägarna till Jerevan och Tiflis och lät dra tillbaka delar av de armeniska styrkorna från Alexandrapol mot Araratslätten. Under ledning av Movses Silikian skulle detta detachement avvärja en turkisk attack mot Jerevan.

### Jerevan vid utbrottet av slaget
Den turkiska arméns invasion satte de armeniska politiska ledarskapen i både Tiflis och Jerevan i en svår situation. Den 19 maj, efter att ha invaderat Surmali, deklarerade den turkiska generalen Halil Kut i Batumi att armenierna hade besegrats.
Jerevans stadsstyre godkände den 18 maj borgmästarens förslag att lämna över staden till turkarna utan motstånd och evakuera befolkningen upp i bergen. Det armeniska nationalrådet i Tiflis motsatte sig detta och de armeniska kyrkklockorna ringde för att samla befolkningen för att organisera militära enheter.

## Striderna

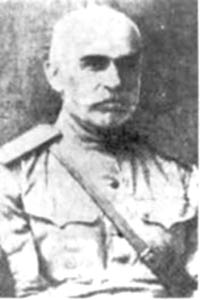
General Movses Silikian, chef för de armeniska trupperna vid Sardarapat

De turkiska styrkorna omfattade omkring 10 000 man plus omkring 2 000 man kurdiska hjälpstyrkor. De hade 40 artilleripjäser. Den armeniska sidan omfattade från början 9 000–10 000 man, och senare omkring 6 000 efter det att en del omgrupperades till fronten vid Bash-Aparan. Armenierna förfogade över 28 artilleripjäser, varav 16–20 kom till användning.

### Armenisk motoffensiv
Ett turkiskt infanteriregemente, inkluderande kavalleri, gick till anfall den 21 maj från ett område vid järnvägsstationen i Araks. Armenierna drog sig tillbaka till positioner i en linje Kurakanlu-Kyorpalu-Zeyva Hayi. Turkarna intog bland annat Sardarapat.
Under natten mellan den 21 och den 22 maj skedde viss skottväxling mellan styrkorna. Armenierna började en motattack i gryningen den 22 maj längs en lång frontlinje. Den mötte motstånd, men turkarna tvingades dra sig tillbaka, varefter armenierna återtog Gechrlu, Molla Bayazet samt byn och järnvägsstationen Sardarapat. Armenierna ryckte under dagen fram 15–20 kilometer.
Nederlaget den 22 maj ledde till att de turkiska trupperna drog sig tillbaka mot Araks järnvägsstation och slog läger på de närbelägna kullarna. Den 23 maj bedrevs ingen krigföring längs huvudfronten vid Sardarapat. Vid övriga delar av fronten var det också huvudsakligen lugnt.

### Fortsatta strider
Den 24 maj påbörjade turkarna en offensiv, men slogs tillbaka med stora förluster av armenisk artillerield.
Den 25 maj attackerade ett artilleri- och kulspruteunderstött armeniskt regemente kullarna nr 440 och 449, där de mötte starkt motstånd och tvingades att retirera. En annan armenisk enhet anföll samtidigt längs järnvägen mot Araks och lyckades där tränga fram till tre kilometer från järnvägsstationen under kraftigt motstånd.
Nya armeniska anfall från gryningen den 26 maj ledde inte någonstans.
Turkarna besegrades däremot under de avgörande striderna den 27 maj, och tvingades retirera i panik till en bakre linje. Det armeniska Sardarapatdetachmentet var utmattat och beordrades att stanna upp och att basera sig på höjderna vid Mastara.
Natten 27–28 maj ryckte armenierna fram till linjen Karaburuns järnvägsstation-Karmrasarberget. Efter en kort skärmytsling i linjen Karaburun-Ashnak började turkarna dra sig tillbaka mot linjen Aragats järnvägsstation-Kirmizlu (efter 1946 Karmrashen)-Verin Agdzhakala den 28 maj, varifrån de åter slogs tillbaka norrut. Vid dagens slut hade armenierna erövrat järnvägsstationerna i Karaburun och Aragats, liksom Nerkin Talin, Verin Talin och Mastara.
Följande dag, den 29 maj, hade de turkiska styrkorna fått förstärkningar, varefter de inledde en motoffensiv mot Aragats järnvägsstation. De främre armeniska styrkorna drog sig därvid tillbaka och omgrupperade vid Karaburuns järnvägsstation.
Efter det att stillestånsavtal träffats i Batumi, fortsatte strider i vissa avsnitt av fronten vid Sardarapat, utan att förorsaka väsentliga förändringar i situationen. Efter det att Fördraget i Batum ingåtts den 14 juni drogs de armeniska militära enheterna tillbaka från gränsen mellan Armenien och Turkiet.
I slaget vid Sardarapat uppgick de turkiska förlusterna till 3 500. Förlusterna på armenisk sida var avsevärt lägre, men antalet är oklart.

## Efterverkningar
General Silikian önskade utnyttja segern till att pressa bort turkarna från Alexandropol och Kars, men hindrades av att förhandlingar påbörjats mellan osmanska ledare och det Armeniska nationalrådet i Tbilisi.
Slaget vid Sardarapat, som varat i nio dagar, slutade med en total seger för Armenien, vilket ledde till att turkarna motades tillbaka 50–65 kilometer och att det omedelbara hotet mot Jerevan hade avvärjts. Segern var en viktig del i att den turkiska invasionen i Östra Armenien delvis misslyckades, liksom till att säkra en framgångsrik motoffensiv i Bash Abaran och stärka motståndet i Karakilisa.
De osmanska förlusterna vid Sardarapat, Bash Abaran och Karakilisa hindrade att den nyblivna armeniska nationella rörelsen gick under i sin linda och bidrog till att det Armeniska nationalrådet kunde utropa den självständiga Armeniens första republik den 30 maj 1918. Den nyblivna staten tvingades acceptera hårda villkor i Fördraget i Batum den 4 juni 1918, men lyckades hålla ut tills första världskriget tog slut.